# Église simultanée Saint-Jean-Baptiste de Hohwiller
L'église simultanée Saint-Jean-Baptiste de Hohwiller est un monument historique situé à Soultz-sous-Forêts, dans le département français du Bas-Rhin.

## Localisation
Ce bâtiment est situé à Hohwiller.

## Historique
L'édifice fait l'objet d'un classement au titre des monuments historiques depuis 1898.
L'édifice fait l'objet d'une inscription au titre des monuments historiques depuis 1997.

## Description
L'église Saint-Jean-Baptiste est une ancienne église baptismale possiblement située à l'emplacement d'un temple romain. L'édifice constitue encore aujourd'hui un simultaneum. L'église est l'une des rares à avoir conservé un usage mixte comme en témoigne la représentation de scènes bibliques sur les murs.
Le chœur gothique de l'église Saint-Jean-Baptiste est orné de peintures murales dont certaines datant du XVe ou du XIIe siècle présentaient autrefois la date de 1491. Ces peintures furent probablement restaurées par Auguste Dubois de Gresswiller qui, en 1926 exécuta quelques aquarelles de l'état primitif. Les modifications apportées à ces peintures ont permis de reconstituer la fresque de l'église de Niederbetshdorf.
Certaines parties de l'édifice sont plus récentes, c'est le cas du clocher et de la nef qui datent du XIXe siècle.

## Architecture

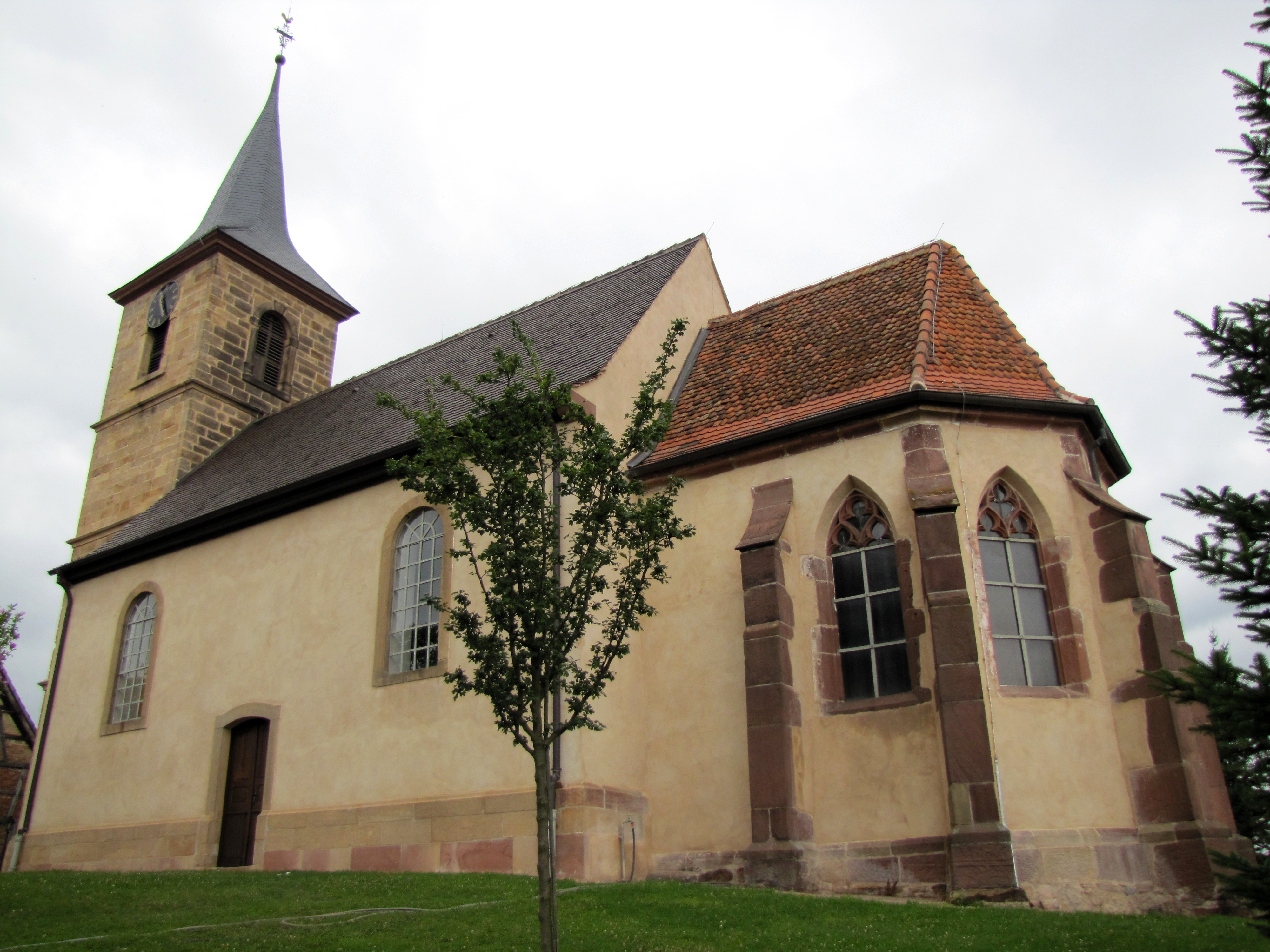
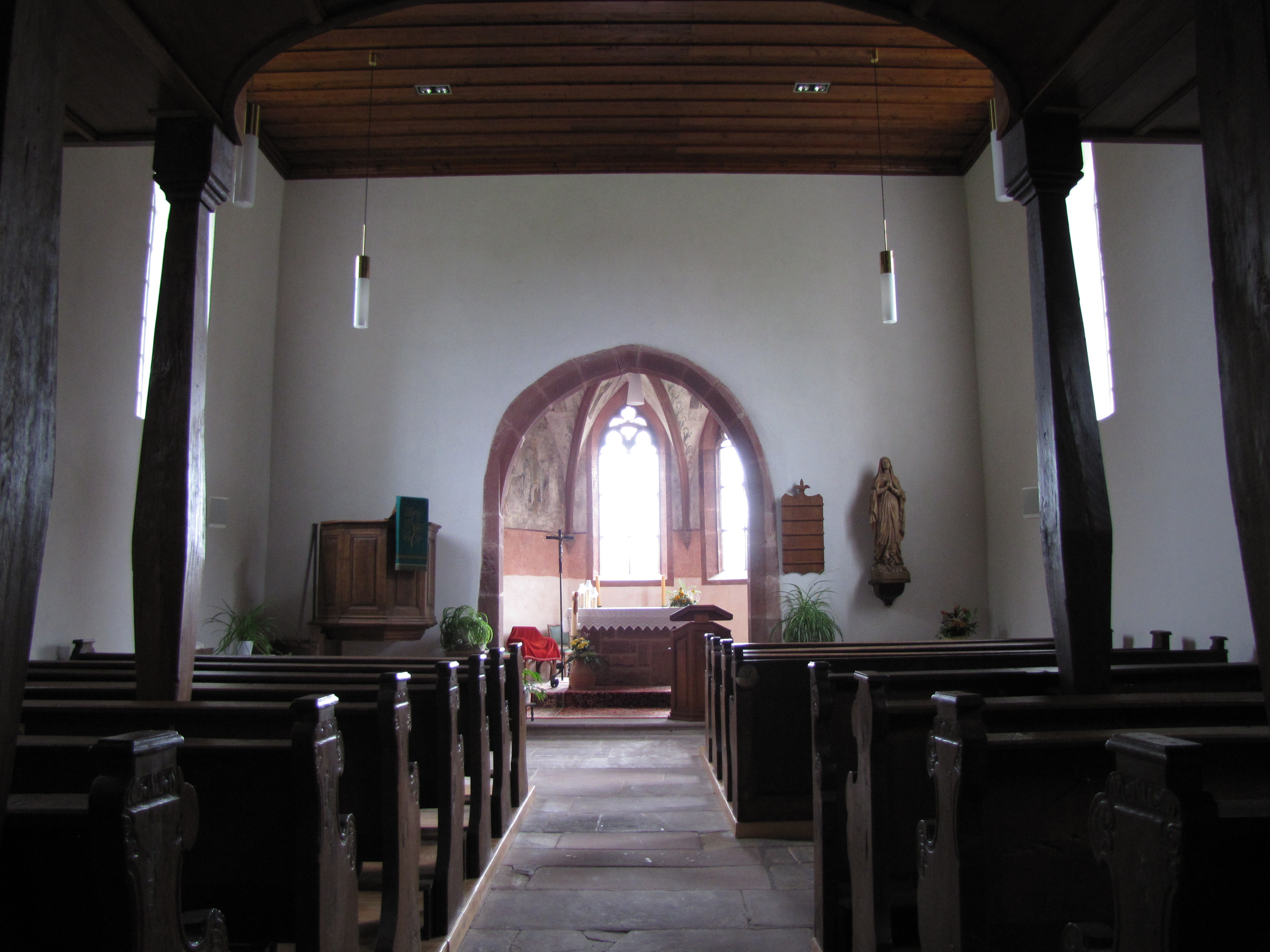
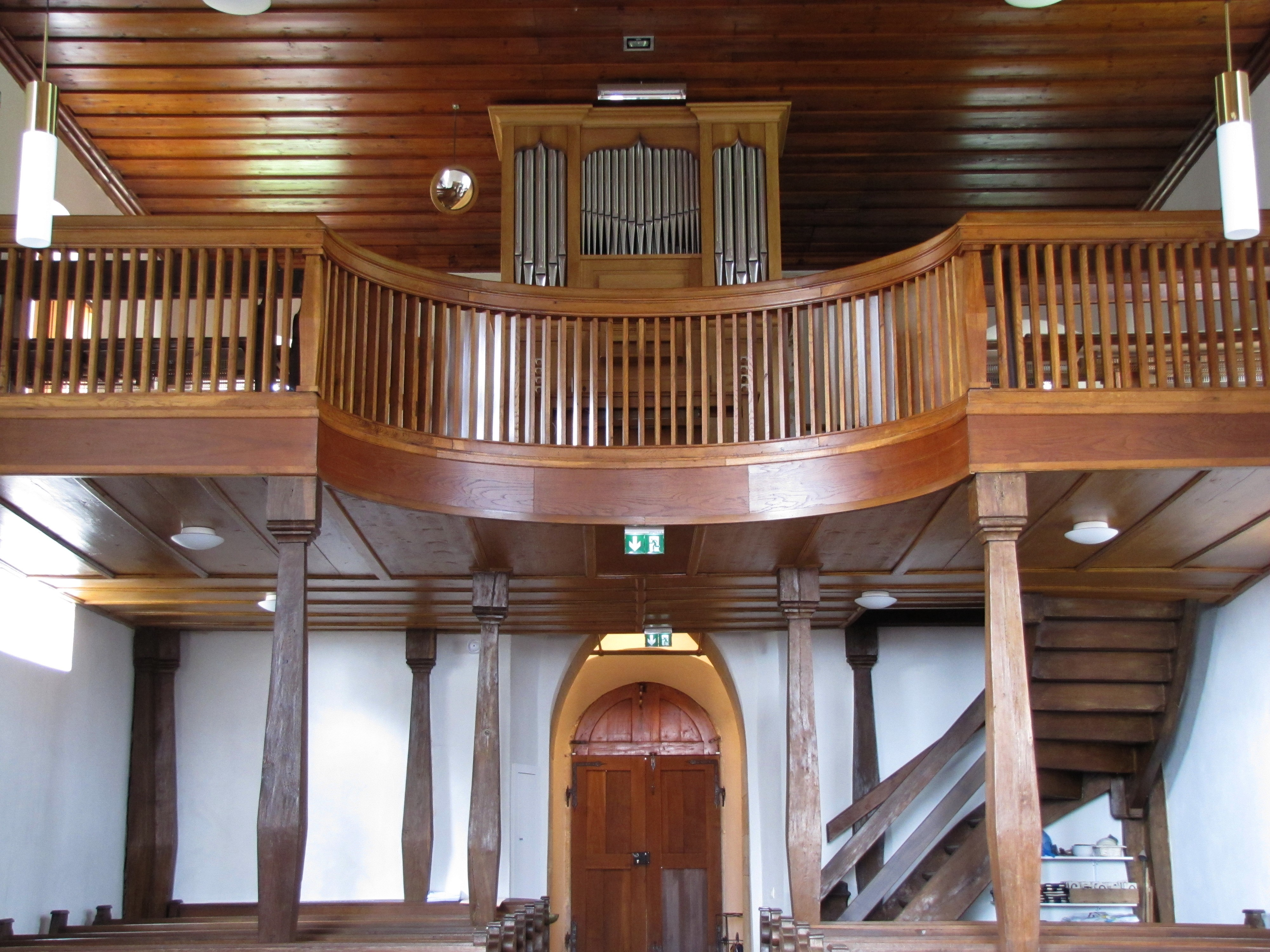
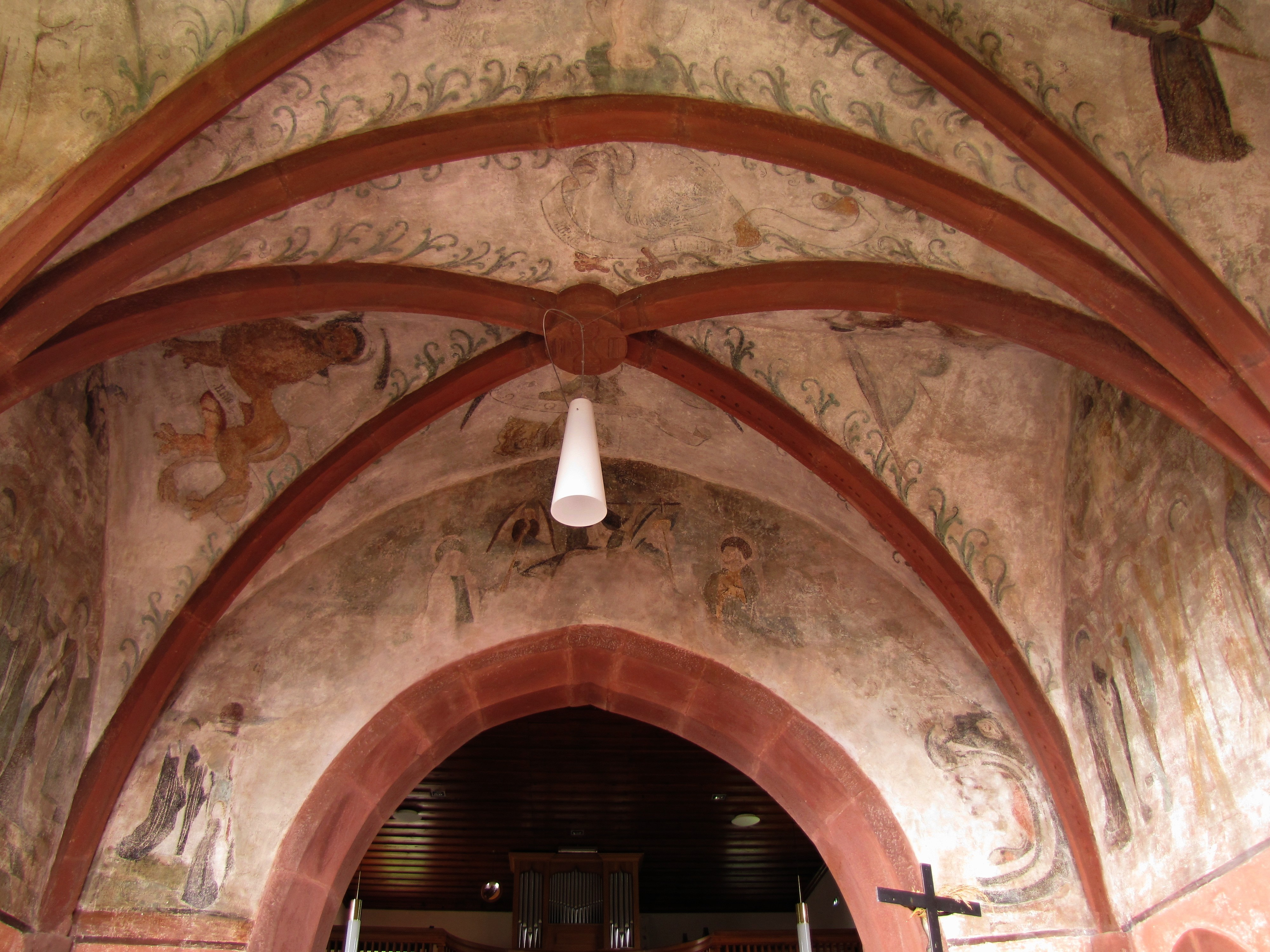
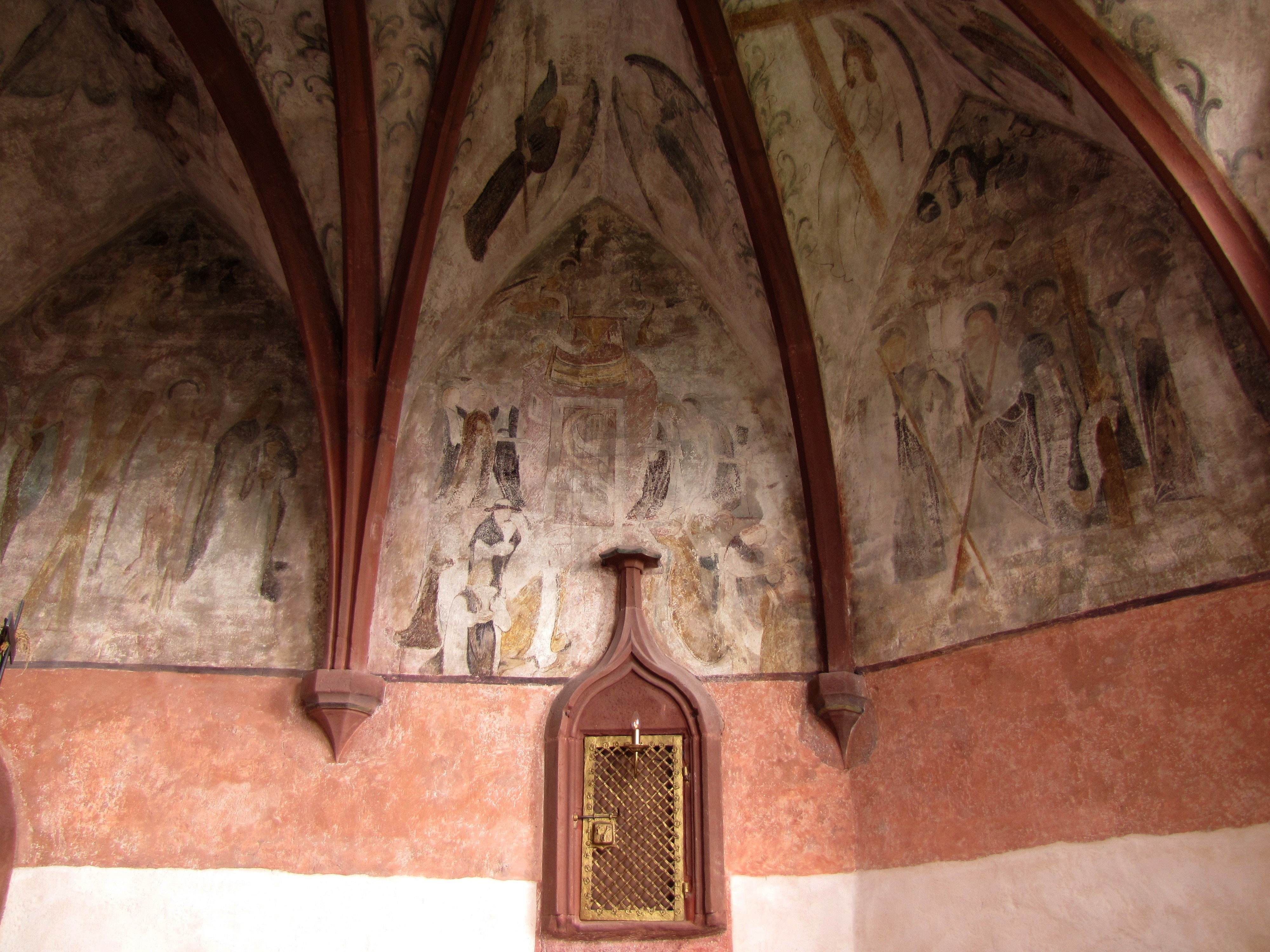
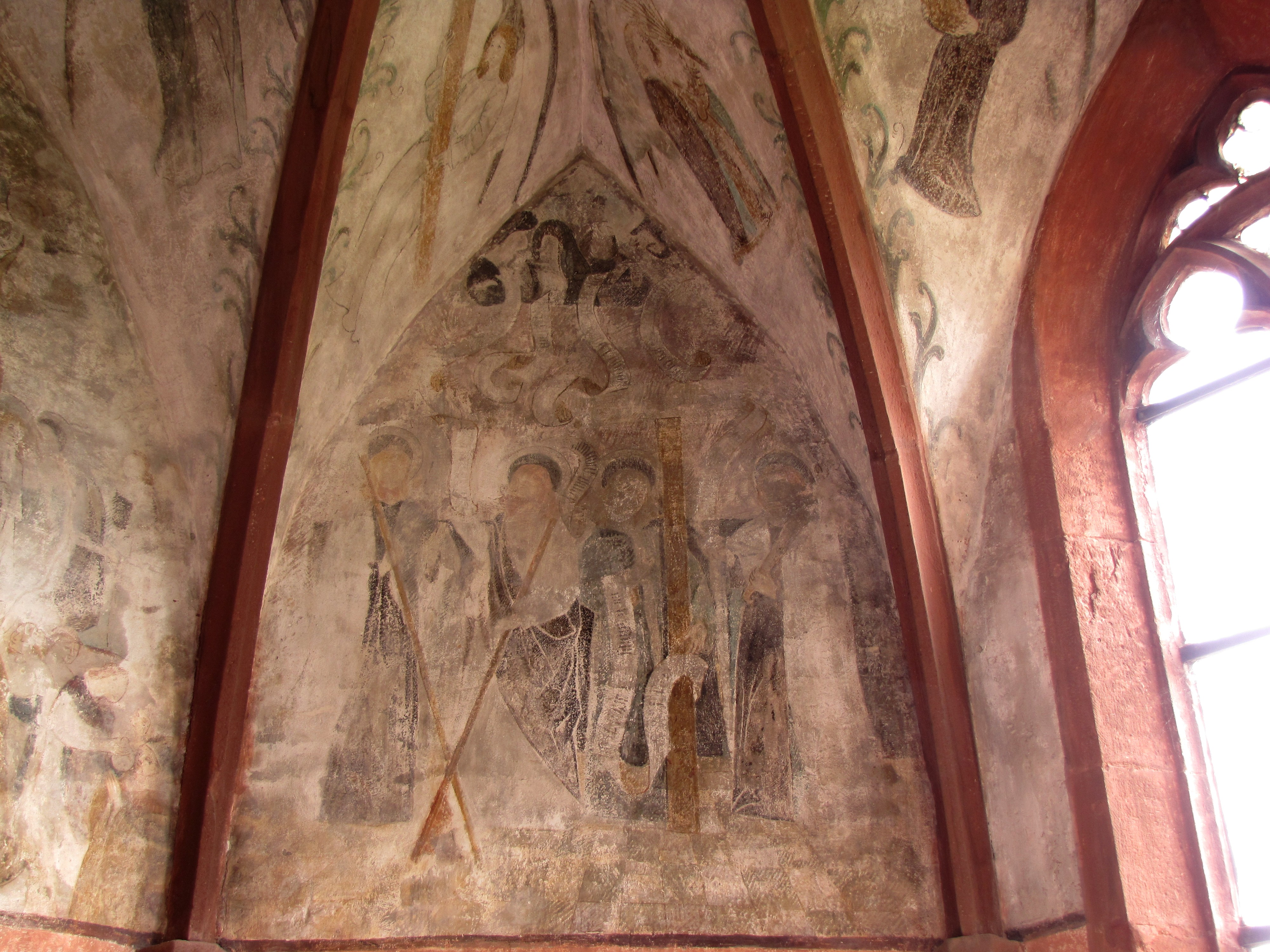
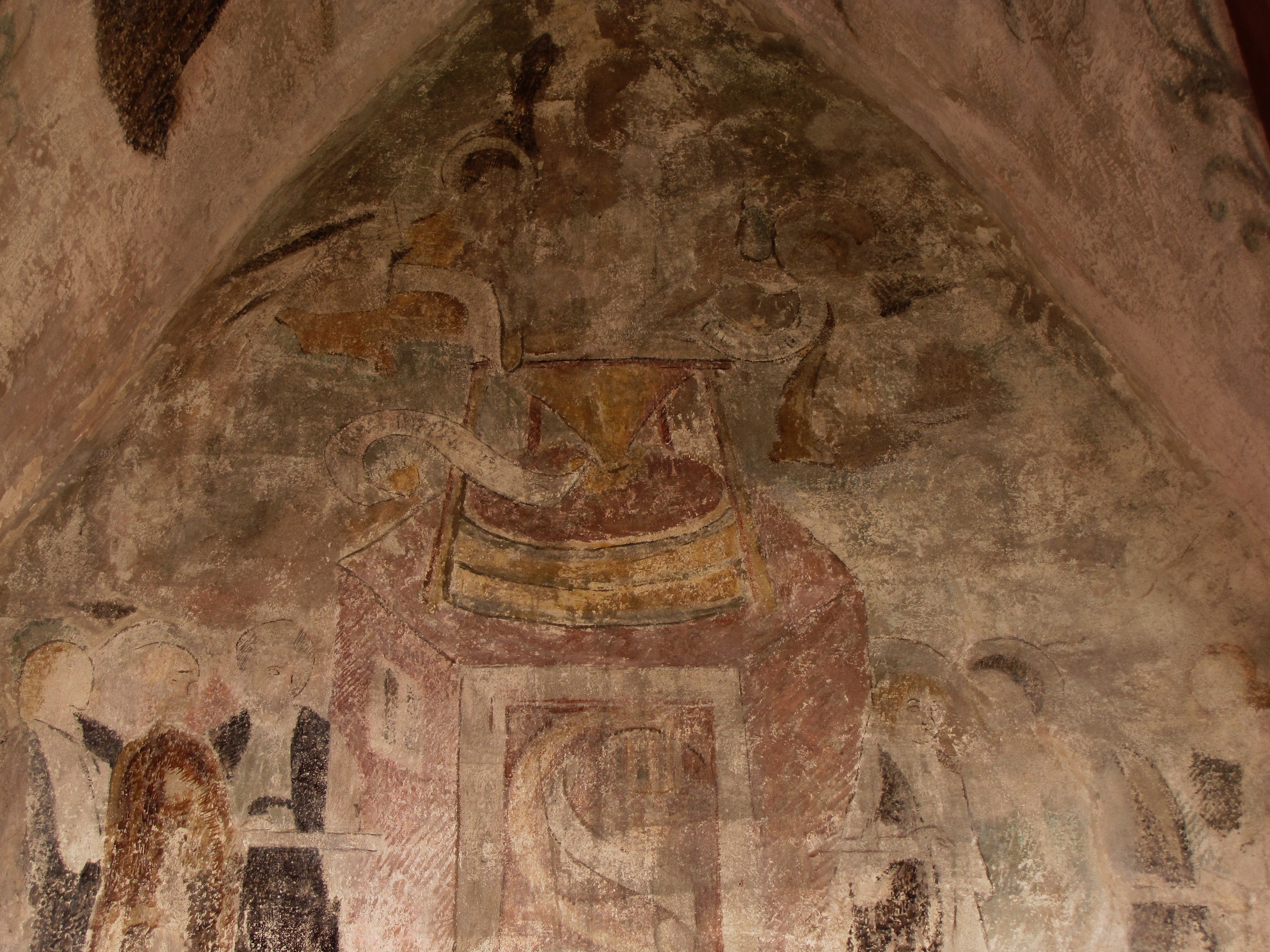